# Calamotropha corticellus
Calamotropha corticellus là một loài bướm đêm trong họ Crambidae.